# David Klass
David Klass est un écrivain et scénariste américain.
Il a écrit entre autres Tu ne me connais pas, paru aux éditions du Seuil, une trilogie, La Trilogie du gardien dont les trois tomes sont parus chez Intervista dans la collection 15-20 (respectivement Mu, le feu sacré de la Terre, Zéta, le souffle du ciel et Phi, la clef du temps. Cette trilogie évoque les enjeux écologiques à travers une intrigue mêlant fantastique (voire science-fiction) et énigme policière.

## Filmographie
Sauf indication contraire, les informations mentionnées dans cette section peuvent être confirmées par la base de données cinématographiques IMDb,  présente dans la section « Liens externes ».

### Scénariste
- 1997 : Le Collectionneur (Kiss the Girls) de Gary Fleder
- 1998 : L'Enjeu (Desperate Measures) de Barbet Schroeder
- 2000 : Virus mortel (Runaway Virus) (TV) de Jeff Bleckner
- 2001 : In the Time of the Butterflies (TV) de Mariano Barroso
- 2004 : Tolérance Zéro (Walking Tall) de Kevin Bray
- 2010 : New York, section criminelle (Law and Order: Criminal Intent) (série TV) - 2 épisodes
- 2012 : Crimes de guerre (Emperor) de Peter Webber

### Réalisateur
- 1987 : Shelter in the Storm

### Producteur
- 2010 : New York, section criminelle (Law and Order: Criminal Intent) (série TV) - 16 épisodes